# كودي أندرسون
كودي أندرسون (بالإنجليزية: Cody Anderson)‏ هو لاعب كرة قاعدة أمريكي، ولد في 14 سبتمبر 1990 في كوينسي في الولايات المتحدة.

## وصلات خارجية
- كودي أندرسون على موقع دوري كرة القاعدة الرئيسي (الإنجليزية)
- كودي أندرسون على موقعبيزبول رفرنس.كوم (الدوري الرئيسي) (الإنجليزية)
- كودي أندرسون على موقعبيزبول رفرنس.كوم (الدوري الثانوي) (الإنجليزية)
- كودي أندرسون على موقع إي إس بي إن.كوم (أم.أل.بي) (الإنجليزية)
- كودي أندرسون على موقع مشجعي الرسوم البيانية (الإنجليزية)